# Cordylus oelofseni
Espèce
Statut de conservation UICN

 LC  : Préoccupation mineure
Statut CITES
Cordylus oelofseni est une espèce de sauriens de la famille des Cordylidae.

## Répartition
Cette espèce est endémique d'Afrique du Sud.

## Étymologie
Cette espèce est nommée en l'honneur de Burger W. Oelofsen.

## Publication originale
- Mouton & Van Wyk, 1990 : Taxonomic status of the melanistic forms of the Cordylus cordylus complex (Reptilia: Cordylidae) in the south-western Cape, South Africa. South African Journal of Zoology, vol. 25, no 1, p. 31-38 (texte intégral).